# Cameron Carpenter
 (février 2013).
Si vous disposez d'ouvrages ou d'articles de référence ou si vous connaissez des sites web de qualité traitant du thème abordé ici, merci de compléter l'article en donnant les références utiles à sa vérifiabilité et en les liant à la section « Notes et références ».
Cameron Carpenter, né le 18 avril 1981 en Pennsylvanie, est un organiste, compositeur, improvisateur et showman américain. 

## Biographie

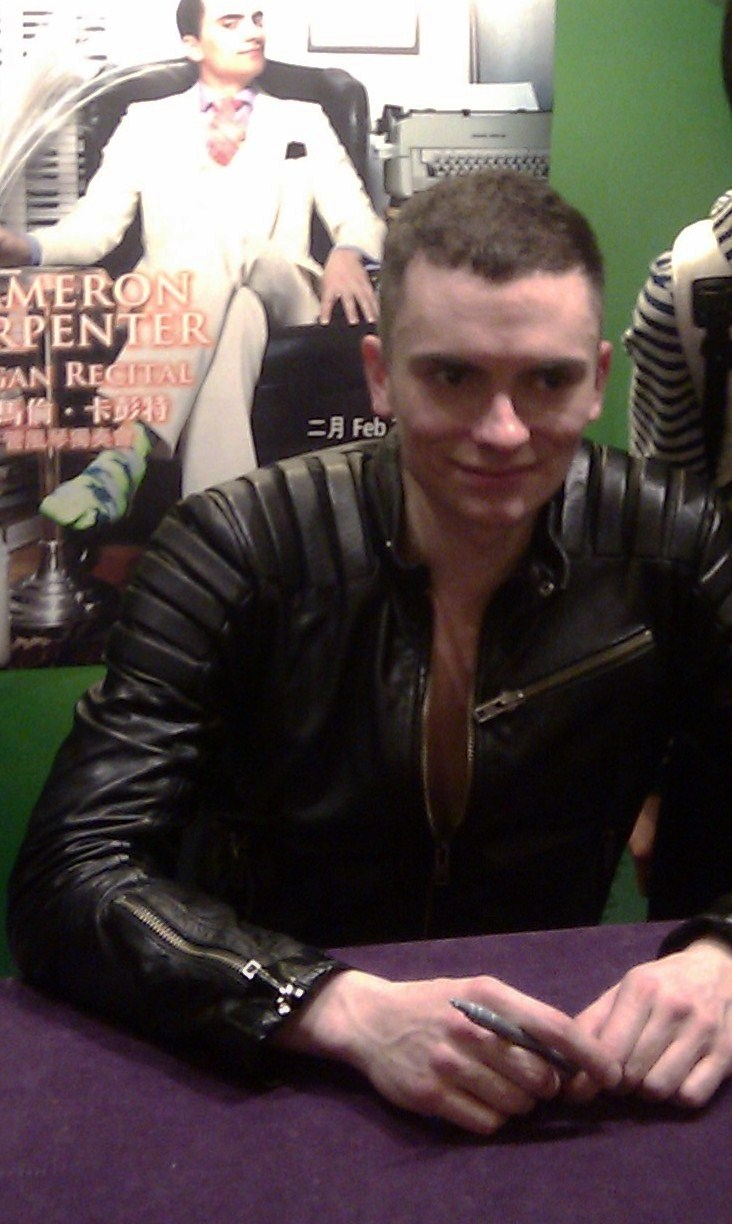
Cameron Carpenter (2011)

Il a terminé ses études musicales - l'orgue avec Paul Jacobs - à l'école Juilliard de New York en 2000 ; depuis, il vit et travaille entre Berlin et Los Angeles et donne de nombreux récitals partout dans le monde. 
Doté d'une parfaite maîtrise de l'instrument, souvent, il joue dans des tenues moulantes avec des paillettes et dans des chaussures garnies de strass, l'orgue rencontre le glamour.  Ce quadragénaire est l'organiste le plus excentrique du monde. Lorsqu'il se produit sur scène, il remplit les églises de tous les continents et fait salle comble dans des lieux aussi prestigieux que le Royal Albert Hall.
Il s'est fait construire un orgue numérique (International Touring Organ) par la firme Marshall & Ogletree du Massachusetts, répondant à ses propres besoins, pour utiliser dans ses récitals et tournées.
Il a publié cinq albums : « Revolutionary» en 2008, « Cameron Live! » en 2010, « Sleigh Ride » en 2011, « If You Could Read My Mind » en 2014 et "All you need is Bach" en 2016.
Ses compositions sont publiées chez Peters à New York.

## Prix et distinctions
En nomination pour un Grammy Award comme soliste (Best Solo Instrumental Performance), en 2008 pour son album «Revolutionary».
Cependant, il est inexact de dire qu'il est le premier organiste à être en nomination pour un Grammy, car E. Power Biggs a déjà reçu en 1968, un Grammy dans la catégorie «Best Chamber Music Performance», pour son enregistrement de canzonas de Gabrieli « Glory Of Gabrieli Vol. II », avec le Edward Tarr Brass Ensemble et Vittorio Negri.